# Sacerdot de Llemotges
Sacerdot (Sarlat la Caneda, Aquitània, ca. 670 - Llemotges, ca. 720), també anomenat Sacerdot de Calviac, Sardot o Sardou, fou un monjo, abat i després bisbe de Llemotges. És venerat com a sant per l'Església catòlica.

## Biografia
Havia nascut a Sarlat, fill de Sant Modà. Es feu monjo a l'Orde de Sant Benet i va fundar l'abadia de Calviac, on fou abat. Més tard fou elegit bisbe de Llemotges. Fou sebollit a la Catedral de Sarlat, que li va ésser dedicada.

## Tradició de Sant Sacerdot de Sigüenza
Arran de l'existència de la relíquia d'un cap a la catedral de Sigüenza (Guadalajara), es va creure que corresponia a aquest sant, ja que una inscripció l'identificava com a Sanctus sacerdos Seguntinum (literalment "sant sacerdot de Sigüenza"). La inscripció només deia que el cap era d'un sacerdot de Sigüenza, considerat sant, però amb el temps es va interpretar com un nom propi i, prenent el nom del bisbe de Llemotges, se li donà el nom i el culte de Sant Sacerdot de Sigüenza. La festivitat litúrgica, significativament, es va marcar el dia 5 de maig, dia que el Martirologi romà destina al bisbe de Llemotges, confirmant el cas com una duplicació de personalitat hagiogràfica. Més tard es descobrí que el cap corresponia al sant Martí d'Hinojosa, cistercenc del segle xiii, sacerdot de la diòcesi. La confusió, sumada a les falsedats difoses pels falsos cronicons dels segles xvi i xvii, va fer que el culte a aquest suposat sant diferenciat es perllongués en la pietat popular, ja que el calendari oficial no l'acceptava.

## Tradició de Sant Sacerdot de Sagunt
Un nou error en la interpretació del topònim va fer que en alguns santorals i calendaris aparegués un nou "sant" inexistent: Sacerdot de Sagunt, pensant que Seguntium corresponia a Sagunt, antic Morvedre, ciutat que mai no va tenir bisbat.